# Гонсало Фернандес (граф Кастилии)
Гонса́ло Ферна́ндес (исп. Gonzalo Fernández) (умер после 932) — граф Бургоса (около 899—915) и граф Кастилии (около 909—915). Основатель династии Лара. Отец графа Фернана Гонсалеса.

## Биография
История Кастилии конца IX—первой трети X века в исторических хрониках и анналах освещена очень скудно. Главными источниками являются сохранившиеся до наших дней хартии, однако и они из-за своей фрагментарности не позволяют создать точную в хронологии и фактах картину кастильской истории этого периода.
Гонсало Фернандес был сыном графа Фернандо Нуньеса и его жены Гутины Диас. Его младшим братом, вероятно, был Нуньо Фернандес. Впервые Гонсало Фернандес упоминается в дарственной хартии монастырю Сан-Педро-де-Карденья, датированной 1 марта 899 года. В ней он уже назван графом Бургоса, основание которого относится к 884 году, однако о графах которого до Гонсало Фернандеса ничего неизвестно. В 902 году Гонсало Фернандес заложил крепость Лара (современный Лара-де-лос-Инфантос), а около 909 года, после того как Муньо Нуньес поддержал мятеж Гарсии Леонского против Альфонсо III Великого, получил от короля Астурии графство Кастилия. Неизвестно, поддержал ли Гонсало Фернандес мятеж сыновей Альфонсо III против отца, но и при разделе королевства Астурия он сохранил за собой титул графа Кастилии.
Главной задачей графа, как вассала короля, была защита восточной границы королевства Леона от нападений мавров. Из-за отсутствия источников невозможно точно сказать, участвовал ли Гонсало Фернандес в военных походах в земли мавров, однако известно, что за время его правления территория графства значительно расширилась и её южная граница достигла реки Арлансы. Многие испано-христианские хроники отметили как важное событие заселение в 912 году Гонсало Фернандесом Асы, Клунии и Сан-Эстебан-де-Гормаса. В этом же году Гонсало Фернандес, вместе с графом Гонсало Тельесом, основал монастырь Сан-Педро-де-Арланса, впоследствии ставший одним из богатейших и известнейших монастырей Кастилии.
Неизвестно точно когда и по какой причине Гонсало Фернандес лишился титула графа Кастилии и его здесь сменил Фернандо Ансурес. Последняя хартия, в которой он наделён титулом графа Бургоса, относится к 1 августа 914 года, а в хартии от 1 мая 915 года он в последний раз титулован как граф Кастилии. После этого Гонсало Фернандес находился при дворе короля Леона Ордоньо II. Здесь он упоминается как участник совета знати, прошедшего в 920 году накануне битвы при Вальдехункере.

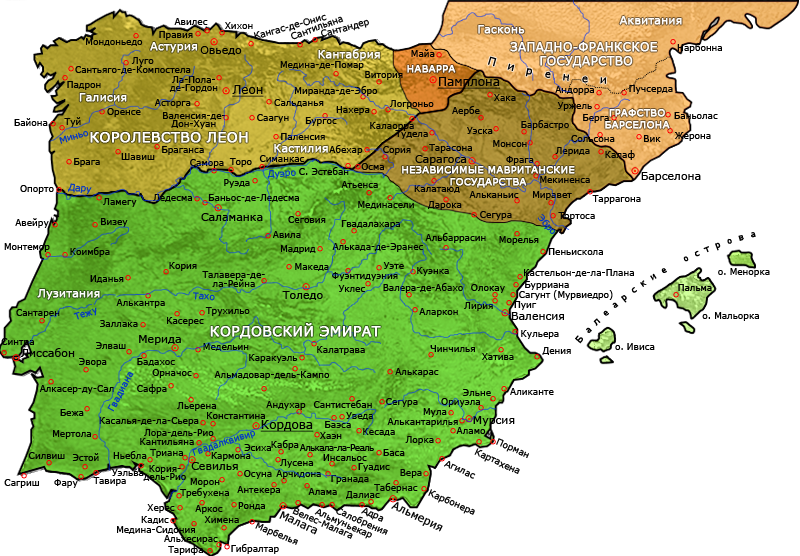
Пиренейский полуостров в 910 году.

О дальнейшей судьбе Гонсало Фернандеса точных сведений нет. Предполагается, что он является одним лицом с тем графом Гонсало, который упоминается в документах королевства Наварра в период между 924 и 930 годом. Последняя хартия, в которой фигурирует граф Гонсало Фернандес, относится к 932 год: в ней он упоминается как свидетель, поставивший подпись под дарственной короля Леона Рамиро II.
После того, как Гонсало Фернандес лишился графств Бургос и Кастилия, у него осталось только небольшое графство Лара, управление которым в его отсутствие взяла на себя его жена, Муниадонна Рамирес. Она выступала здесь как опекун своего сына Фернана Гонсалеса, который по достижении совершеннолетия, ещё до смерти отца, сам стал графом Лара, а позднее и графом Кастилии.
Граф Гонсало Фернандес был (не позднее 912 года) женат на Муниадонне Рамирес (умерла 5 августа 935 или 938 года), происхождение которой точно не установлено, но, по наиболее авторететным исследованиям, являвшейся внучкой короля Астурии Альфонсо III Великого. От этого брака у Гонсало Фернандеса было два сына:
- Фернан Гонсалес (около 910 — январь 970) — граф Бургоса и Кастилии (931—944 и 945—970) и граф Алавы, Лантарона и Сересо (с 932)
- Рамиро (умер после 28 января 929 года[1]).

## Карты
- Территориальный рост Кастилии в VIII—X веках
- Заселение долины Дуэро в IX—X веках